# Victoria Galindo
Victoria Galindo (Union City, 22 dicembre 1983) è una giocatrice di softball statunitense.
Gioca come seconda o terza base.
Con la nazionale statunitense ha vinto una medaglia d'oro ai giochi panamericani del 2007 e una medaglia d'argento alle Olimpiadi del 2008. Ha anche vinto due World Cup (2006 e 2007) e gli World Championship della ISF del 2006.

## Vita personale
Galindo ha rivelato di avere avuto relazioni sia con uomini che con donne.